# Quixelô
Quixelô este un oraș în statul Ceará (CE) din Brazilia.